# Grande Prêmio da Bélgica de 1999
Resultados do Grande Prêmio da Bélgica de Fórmula 1 realizado em Spa-Francorchamps em 29 de agosto de 1999. Décima segunda etapa da temporada, teve como vencedor o britânico David Coulthard, que subiu ao pódio junto a Mika Häkkinen numa dobradinha da McLaren-Mercedes, com Heinz-Harald Frentzen em terceiro pela Jordan-Mugen/Honda.

## Os acidentes dos pilotos da BAR
Durante o treino classificatório, os pilotos da BAR, Jacques Villeneuve e Ricardo Zonta, sofreram 2 violentos acidentes quando tentavam fazer a curva Eau Rouge em alta velocidade.. O canadense, que estava até então com o sétimo melhor tempo, escapou de traseira, foi para a área de escape da Radillon e bateu com força na barreira de pneus, fazendo com que o carro ficasse inutilizado para a prova. Ele ainda pegou o carro-reserva e fechou o treino em 11º. O campeão da temporada de 1997 admitiu que o acidente foi causado por um "erro".
Pouco depois do acidente de Villeneuve, Zonta perdeu o controle do BAR 01 na entrada da Eau Rouge, rodou e capotou ao entrar na área de escape antes de bater na proteção de pneus e atravessar a pista. Apesar da violência do acidente, o brasileiro também não se feriu.

## Resumo
Último ponto de Damon Hill na Fórmula 1.
Ao cruzar a linha de chegada em 15º lugar, Jacques Villeneuve terminou pela primeira vez uma corrida pela BAR depois de onze abandonos consecutivos.

## Classificação da prova

### Treino oficial
| Pos.                      | Nº | Piloto                | Construtor                 | Tempo    | Diferença |
| ------------------------- | -- | --------------------- | -------------------------- | -------- | --------- |
| 1                         | 1  | Mika Häkkinen         | McLaren-Mercedes           | 1:50.329 |           |
| 2                         | 2  | David Coulthard       | McLaren-Mercedes           | 1:50.484 | + 0.155   |
| 3                         | 8  | Heinz-Harald Frentzen | Jordan-Mugen/Honda         | 1:51.332 | + 1.003   |
| 4                         | 7  | Damon Hill            | Jordan-Mugen/Honda         | 1:51.372 | + 1.043   |
| 5                         | 6  | Ralf Schumacher       | Williams-Supertec-Supertec | 1:51.414 | + 1.085   |
| 6                         | 4  | Eddie Irvine          | Ferrari                    | 1:51.895 | + 1.566   |
| 7                         | 16 | Rubens Barrichello    | Stewart-Ford               | 1:51.974 | + 1.645   |
| 8                         | 5  | Alessandro Zanardi    | Williams-Supertec-Supertec | 1:52.014 | + 1.685   |
| 9                         | 3  | Mika Salo             | Ferrari                    | 1:52.124 | + 1.795   |
| 10                        | 17 | Johnny Herbert        | Stewart-Ford               | 1:52.164 | + 1.835   |
| 11                        | 22 | Jacques Villeneuve    | BAR-Supertec               | 1:52.235 | + 1.906   |
| 12                        | 19 | Jarno Trulli          | Prost-Peugeot              | 1:52.644 | + 2.315   |
| 13                        | 9  | Giancarlo Fisichella  | Benetton-Playlife          | 1:52.762 | + 2.433   |
| 14                        | 23 | Ricardo Zonta         | BAR-Supertec               | 1:52.840 | + 2.511   |
| 15                        | 10 | Alexander Wurz        | Benetton-Playlife          | 1:52.847 | + 2.518   |
| 16                        | 11 | Jean Alesi            | Sauber-Petronas            | 1:52.921 | + 2.592   |
| 17                        | 18 | Olivier Panis         | Prost-Peugeot              | 1:53.148 | + 2.819   |
| 18                        | 12 | Pedro Paulo Diniz     | Sauber-Petronas            | 1:53.778 | + 3.449   |
| 19                        | 15 | Toranosuke Takagi     | Arrows                     | 1:54.099 | + 3.770   |
| 20                        | 20 | Luca Badoer           | Minardi-Ford               | 1:54.197 | + 3.868   |
| 21                        | 21 | Marc Gené             | Minardi-Ford               | 1:54.557 | + 4.228   |
| 22                        | 14 | Pedro de La Rosa      | Arrows                     | 1:54.579 | + 4.250   |
| Limite dos 107%: 1:58.052 |    |                       |                            |          |           |
| Fonte:                    |    |                       |                            |          |           |

### Corrida
| Pos.   | Nº | Piloto                | Construtor         | Voltas | Tempo/Diferença | Grid | Pontos |
| ------ | -- | --------------------- | ------------------ | ------ | --------------- | ---- | ------ |
| 1      | 2  | David Coulthard       | McLaren-Mercedes   | 44     | 1:25:43.057     | 2    | 10     |
| 2      | 1  | Mika Häkkinen         | McLaren-Mercedes   | 44     | + 10.469        | 1    | 6      |
| 3      | 8  | Heinz-Harald Frentzen | Jordan-Mugen/Honda | 44     | + 33.433        | 3    | 4      |
| 4      | 4  | Eddie Irvine          | Ferrari            | 44     | + 44.948        | 6    | 3      |
| 5      | 6  | Ralf Schumacher       | Williams-Supertec  | 44     | + 48.067        | 5    | 2      |
| 6      | 7  | Damon Hill            | Jordan-Mugen/Honda | 44     | + 54.916        | 4    | 1      |
| 7      | 3  | Mika Salo             | Ferrari            | 44     | + 56.249        | 9    |        |
| 8      | 5  | Alessandro Zanardi    | Williams-Supertec  | 44     | + 1:07.022      | 8    |        |
| 9      | 11 | Jean Alesi            | Sauber-Petronas    | 44     | + 1:13.848      | 16   |        |
| 10     | 16 | Rubens Barrichello    | Stewart-Ford       | 44     | + 1:20.742      | 7    |        |
| 11     | 9  | Giancarlo Fisichella  | Benetton-Playlife  | 44     | + 1:32.195      | 13   |        |
| 12     | 19 | Jarno Trulli          | Prost-Peugeot      | 44     | + 1:36.154      | 12   |        |
| 13     | 18 | Olivier Panis         | Prost-Peugeot      | 44     | + 1:41.543      | 17   |        |
| 14     | 10 | Alexander Wurz        | Benetton-Playlife  | 44     | + 1:57.745      | 15   |        |
| 15     | 22 | Jacques Villeneuve    | BAR-Supertec       | 43     | + 1 volta       | 11   |        |
| 16     | 21 | Marc Gené             | Minardi-Ford       | 43     | + 1 volta       | 21   |        |
| Ret    | 14 | Pedro de La Rosa      | Arrows             | 35     | Transmissão     | 22   |        |
| Ret    | 20 | Luca Badoer           | Minardi-Ford       | 33     | Suspensão       | 20   |        |
| Ret    | 23 | Ricardo Zonta         | BAR-Supertec       | 33     | Câmbio          | 14   |        |
| Ret    | 17 | Johnny Herbert        | Stewart-Ford       | 27     | Freios          | 10   |        |
| Ret    | 12 | Pedro Paulo Diniz     | Sauber-Petronas    | 19     | Rodou           | 18   |        |
| Ret    | 15 | Toranosuke Takagi     | Arrows             | 0      | Embreagem       | 19   |        |
| Fonte: |    |                       |                    |        |                 |      |        |

## Tabela do campeonato após a corrida
| Pos. | Piloto                | Pontos |
| ---- | --------------------- | ------ |
| 1    | Mika Häkkinen         | 60     |
| 2    | Eddie Irvine          | 59     |
| 3    | David Coulthard       | 46     |
| 4    | Heinz-Harald Frentzen | 40     |
| 5    | Michael Schumacher    | 32     |

| Pos. | Construtor         | Pontos |
| ---- | ------------------ | ------ |
| 1    | McLaren-Mercedes   | 106    |
| 2    | Ferrari            | 97     |
| 3    | Jordan-Mugen/Honda | 47     |
| 4    | Williams-Supertec  | 24     |
| 5    | Benetton-Playlife  | 16     |

- Nota: Somente as primeiras cinco posições estão listadas.